# Setul
Setul is een bestuurslaag in het regentschap Gayo Lues van de provincie Atjeh, Indonesië. Setul telt 176 inwoners (volkstelling 2010).